# Poviglio
Poviglio est une commune italienne de la province de Reggio d'Émilie, dans la région Émilie-Romagne.

## Administration
| Période                                  | Période | Identité | Étiquette | Qualité |
| ---------------------------------------- | ------- | -------- | --------- | ------- |
|                                          |         |          |           |         |
| Les données manquantes sont à compléter. |         |          |           |         |

### Hameaux
Case Molinara, Case Motta, Case San Francesco, Case Via Piccola, Fodico, Godezza, Gruara, La Maestà, Oratorio Zamboni, Pontazzo, San Sisto.

### Communes limitrophes
Boretto, Brescello, Castelnovo di Sotto, Gattatico.